# Combiné nordique aux Universiades
Pour un article plus général, voir Universiade.
Le combiné nordique fait son apparition dès les premières Universiades en 1960 à Chamonix avec une épreuve individuelle masculine.
Des épreuves féminines sont disputées pour la première fois pour l'Universiade de 2023.

## Épreuves aux programmes
À l'origine, il n'y avait qu'une épreuve individuelle,,,. Le combiné nordique n'est pas inclus au programme des universiades d'hiver en 1975 et 1981. À partir de 2011, le combiné nordique devient un sport optionnel.
| Epreuve        | 1960 | 1962 | 1964 | 1966 | 1968 | 1970 | 1972 | 1978 | 1983 | 1985 | 1987 | 1989 | 1991 | 1993 | 1995 | 1997 | 1999 | 2001 | 2003 | 2005 | 2007 | 2009 | 2011 | 2013 | 2015 | 2017 | 2023 | Total |
| -------------- | ---- | ---- | ---- | ---- | ---- | ---- | ---- | ---- | ---- | ---- | ---- | ---- | ---- | ---- | ---- | ---- | ---- | ---- | ---- | ---- | ---- | ---- | ---- | ---- | ---- | ---- | ---- | ----- |
| Individuel H   | •    | •    | •    | •    | •    | •    | •    | •    | •    | •    | •    | •    | •    | •    | •    | •    | •    | •    | •    | •    | •    | •    | •    | •    | •    | •    | •    | 27    |
| Équipes H      |      |      |      |      |      |      |      |      |      |      |      |      |      |      |      |      |      |      | •²   | •¹   | •²   | •¹   | •¹   | •¹   | •¹   | •¹   | •3   | 9     |
| Sprint H       |      |      |      |      |      |      |      |      |      |      |      |      |      |      |      |      | •    | •    | •    | •    | •    |      |      |      |      |      |      | 5     |
| Mass start H   |      |      |      |      |      |      |      |      |      |      |      |      |      |      |      |      |      |      |      |      |      | •    | •    | •    | •    | •    | •    | 6     |
| Individuelle F |      |      |      |      |      |      |      |      |      |      |      |      |      |      |      |      |      |      |      |      |      |      |      |      |      |      | •    | 1     |
| Mass start F   |      |      |      |      |      |      |      |      |      |      |      |      |      |      |      |      |      |      |      |      |      |      |      |      |      |      | •    | 1     |
| Relais Mixte   |      |      |      |      |      |      |      |      |      |      |      |      |      |      |      |      |      |      |      |      |      |      |      |      |      |      | •    | 1     |

• = Épreuves officielles, H = Hommes,
¹ Relais 3 × 5 km
² Mass start par équipes
3 Sprint par équipes

### Épreuves actuelles

#### Individuel
Les skieurs exécutent tout d'abord un saut sur le tremplin normal (K90), suivi d’une course de ski de fond de 10 kilomètres qui consiste à parcourir quatre boucles de 2,5 kilomètres. À la suite du saut, des points sont attribués pour la longueur et le style. Le départ de la course de ski de fond s'effectue selon la méthode Gundersen (1 point = 4 secondes), le coureur occupant la première place du classement de saut s’élance en premier, et les autres s’élancent ensuite dans l’ordre fixé. Le premier skieur à franchir la ligne d’arrivée remporte l’épreuve.

#### Par équipes
Cette épreuve a été introduite lors des universiades de 2003 avec des équipes de trois coureurs 3 × 5 km.
Chaque équipe comprend trois skieurs qui effectuent individuellement un saut sur le tremplin. On additionne ensuite les résultats de chaque membre de l’équipe. L’équipe qui obtient le nombre total de points le plus élevé sera la première équipe à partir dans l'épreuve du ski de fond, qui consiste en un relais 3 × 5 km. Comme aux épreuves individuelles, on détermine les temps de départ dans un ordre fixé selon le tableau de Gundersen. L’équipe dont le premier skieur franchit la ligne d’arrivée remporte l’épreuve.

#### Départ en ligne
Les compétiteurs disputent une course de fond en partant tous en même temps. À l'issue de cette course, le vainqueur reçoit une note de 120 points, on enlève alors aux autres 15 points par minute perdue après le temps du vainqueur de la course de fond. Vient ensuite une épreuve de saut à ski qui déterminera le classement final.

### Ancienne épreuve: le sprint
Le sprint consistait en un seul saut sur un grand tremplin avant une course de ski de fond de 7,5 kilomètres (même système que l'épreuve individuelle).

## Résumé des compétitions
1960
En 1960, la course est remportée par le Tchécoslovaque Jaromír Nevlud (pl) devant les Soviétiques Albert Larionov et Jurij Krestov.
1962
1964
1966
1968
1970
1972
1978
1983
1985
1987
1989
1991
1993
1995
1997
1999
A Poprad, Eiji Masaki  remporte le sprint et l'individuel. Dans l'individuel (un saut puis 15 kilomètres en ski de fond), il est septième après le saut. Il s'élance avec un retard de 2 min 9 s sur Tsuyoshi Ichinohe. Après 5 kilomètres, il est quatrième et après 10 kilomètres il est en tête.
2001
2003
2005
2007
2009
2011
2013

## Palmarès

### Épreuves masculines

#### Individuel masculin
| Édition | Or                      | Argent                 | Bronze               |
| ------- | ----------------------- | ---------------------- | -------------------- |
| 1960    | Jaromír Nevlud (pl)     | Albert Larionov        | Yuriy Krestov        |
| 1962    | Vjatscheslav Drjagin    | Albert Larionov        | Yōsuke Etō           |
| 1964    | Vjatscheslav Drjagin    | Stefan Oleksak         | Takashi Fujisawa     |
| 1966    | Yirnonov                | Vjatscheslav Drjagin   | Takashi Fujisawa     |
| 1968    | Hiroshi Itagaki         | Masatoshi Sudo         | Antonin Kucera       |
| 1970    | Nikolai Nogovitshin     | Yuri Kozulin           | Vladimir Rusinov     |
| 1972    | Vladimir Rusinov        | Hideki Nakano          | Ladislav Rygl        |
| 1978    | Leonid Cascin           | Sergey Matveyev        | Kari Helppikangas    |
| 1983    | Vladimir Frak           | Viktor Apulov          | Aleksandr Pektubayev |
| 1985    | Thomas Müller           | Alexander Prosvirnin   | Hiroki Uchida        |
| 1987    | Jan Klimko              | Kazuoki Kodama         | František Řepka      |
| 1989    | Kenji Ogiwara           | Takanori Kōno          | Sergey Zaviyalov     |
| 1991    | Kenji Ogiwara           | Takanori Kōno          | Nobuhiko Murai       |
| 1993    | Junichi Kogawa          | Stanisław Ustupski     | Kazuyoshi Fujiwara   |
| 1995    | Sergey Zakharenko       | Kazuyoshi Yomada       | Futoshi Otake        |
| 1997    | Koji Takasawa           | Dmitriy Seleznev       | Sergey Zakharenko    |
| 1999    | Eiji Masaki             | Sergey Zakharenko      | Martin Novorolnik    |
| 2001    | Grega Verbajs           | Jun Sato               | Vladimir Smid        |
| 2003    | Norihito Kobayashi      | Junpei Aoki            | Tomáš Slavík         |
| 2005    | Georg Hettich           | Bernhard Gruber        | Pascal Meinherz      |
| 2007    | Tomáš Slavík            | Yūsuke Minato          | Konstantin Voronin   |
| 2009    | Steffen Tepel           | Chota Hatakeyama       | Benjamin Kreiner     |
| 2011    | Tommy Schmid            | Steffen Tepel          | Ivan Panine          |
| 2013    | Adam Cieślar            | Johannes Wasel         | Aguri Shimizu        |
| 2015    | Adam Cieślar            | David Welde            | Szczepan Kupczak     |
| 2017    | Viacheslav Barkov       | Adam Cieślar           | Pawel Slowiok        |
| 2023    | Sakutarō Kobayashi (de) | Niklas Malacinski (de) | Rasmus Ähtävä        |

#### Sprint masculin
| Édition | Or                 | Argent              | Bronze            |
| ------- | ------------------ | ------------------- | ----------------- |
| 1999    | Eiji Masaki        | Takashi Kitamura    | Martin Novorolnik |
| 2001    | Makoto Masaki      | Grega Verbajs       | Jun Sato          |
| 2003    | Norihito Kobayashi | Junpei Aoki         | Marko Simic       |
| 2005    | Bernhard Gruber    | Sergueï Maslennikov | Jan Schmid        |
| 2007    | Yūsuke Minato      | Jens Kaufmann       | Tomáš Slavík      |

#### Mass start masculin
| Édition | Or                      | Argent                 | Bronze           |
| ------- | ----------------------- | ---------------------- | ---------------- |
| 2009    | Koichiro Sato           | Takehiro Nagai         | Petr Kutal       |
| 2011    | Aguri Shimizu           | Tomasz Pochwała        | Tommy Schmid     |
| 2013    | Aguri Shimizu           | Adam Cieślar           | Paweł Słowiok    |
| 2015    | Adam Cieślar            | David Welde            | Mateusz Wantulok |
| 2017    | Adam Cieślar            | Tobias Simon           | Go Sonehara      |
| 2023    | Sakutarō Kobayashi (de) | Niklas Malacinski (de) | Evan Nichols     |

#### Relais masculin
| Édition | Or                                                         | Argent                                                    | Bronze                                                   |
| ------- | ---------------------------------------------------------- | --------------------------------------------------------- | -------------------------------------------------------- |
| 2003    | Japon Yosuke Hatakeyama Junpei Aoki Norihito Kobayashi     | Slovénie Grega Verbajs Damjan Vtič (de) Marko Simic       | Finlande Antti Joutjärvi Tommi Räisänen Tommy Hyry       |
| 2005    | Russie Konstantin Voronin Ivan Fesenko Sergueï Maslennikov | Japon Tomoyuki Usui Yūsuke Minato Kousuke Tanaka          | Slovénie Mitja Oranič Anze Obreza Dejan Plevnik          |
| 2007    | Russie Konstantin Voronin Ivan Fesenko Sergueï Maslennikov | Slovénie Rok Rozman Rok Zima (de) Mitja Oranič            | Japon Takashi Moriyama Kohei Takao Yūsuke Minato         |
| 2009    | Japon Takehiro Nagai Naoki Kaede Chota Hatakeyama          | Allemagne Jens Kaufmann Florian Schillinger Steffen Tepel | Russie Michail Barinov Aleksandr Nikiforov Pavel Bazarov |
| 2011    | Russie I Konstantin Voronin Michail Barinov Ivan Panine    | Pologne Andrzej Zarycki Mateusz Wantulok Tomasz Pochwała  | Russie II Denis Isaikin Damir Khinsertdinov Niyaz Nabee  |
| 2013    | Pologne Szczepan Kupczak Paweł Słowiok Adam Cieślar        | Slovénie Borut Mavc Jože Kamenik Matič Plaznik            | Japon Go Yamamoto Shota Horigome Aguri Shimizu           |
| 2015    | Allemagne Johannes Wasel Tobias Simon David Welde          | Japon Go Yamamoto Aguri Shimizu Takehiro Watanabe         | Russie Samir Mastiev Niyaz Nabeev Ernest Yahin           |
| 2017    | Pologne Wojciech Marusarz Adam Cieślar Paweł Słowiok       | Russie Timofey Borisov Samir Mastiev Viacheslav Barkov    | Japon Shota Horigome Gō Yamamoto Go Sonehara             |
| 2023    | États-Unis Evan Nichols Niklas Malacinski (de)             | Japon Takuya Nakazawa Sakutarō Kobayashi (de)             | Ukraine Vitalii Hrebeniuk (de) Dmytro Mazurchuk (en)     |

### Épreuves féminines

#### Individuelle féminine
| Édition | Or           | Argent     | Bronze         |
| ------- | ------------ | ---------- | -------------- |
| 2023    | Haruka Kasai | Yuna Kasai | Ayane Miyazaki |

#### Mass start féminine
| Édition | Or         | Argent       | Bronze          |
| ------- | ---------- | ------------ | --------------- |
| 2023    | Yuna Kasai | Haruka Kasai | Joanna Kil (de) |

### Épreuves mixtes
| Édition | Or                                                          | Argent                                                                      | Bronze                                                         |
| ------- | ----------------------------------------------------------- | --------------------------------------------------------------------------- | -------------------------------------------------------------- |
| 2023    | Japon Machiko Kubota (de) Sakutarō Kobayashi (de) Rin Sobue | Pologne Nicole Konderla (pl) Andrzej Szczechowicz (pl) Weronika Kaleta (de) | États-Unis Cara Larson (pl) Niklas Malacinski (de) Erin Bianco |